# Semifred
Semifred (de l'italià Semifreddo) són un tipus de postres semigelades típiques de la cuina italiana. Els seus ingredients principals són rovell d'ou, sucre i nata. Té la textura de la mousse congelada. Va ser creat al voltant del segle xix, però no va guanyar popularitat fins a principis del segle xx.
En el parfait es substitueix la merenga italiana per la pâte à bombe.
El biscotto ghiacciato conté merenga, nata semi-muntada i puré de fruites.